# 沪昆高铁湘江特大桥
沪昆高铁湘江特大桥位于湖南省一座跨越湘江的高速铁路大桥，连接沪昆客运专线长沙至昆明段湘潭北站和长沙南站，也是该段重要的控制性桥梁工程，大桥位于湘江兴马洲码头下游1.7公里处，设计时速350公里/时。大桥为采用刚构和箱梁，其中靠近长沙侧的东汊桥桥跨布置75米+3×135米+75米，兴马洲为最大跨度80米的简支梁，西汊桥则为76米+3×135米+76米布置。桥梁总长约4518米，其中跨河堤段长1716米。大桥于2011年开工建设，2013年7月合龙，2014年12月随沪昆客运专线长沙南站至新晃西站区间开通运营。